# Prodasineura
Prodasineura är ett släkte av trollsländor. Prodasineura ingår i familjen Protoneuridae.

## Bildgalleri

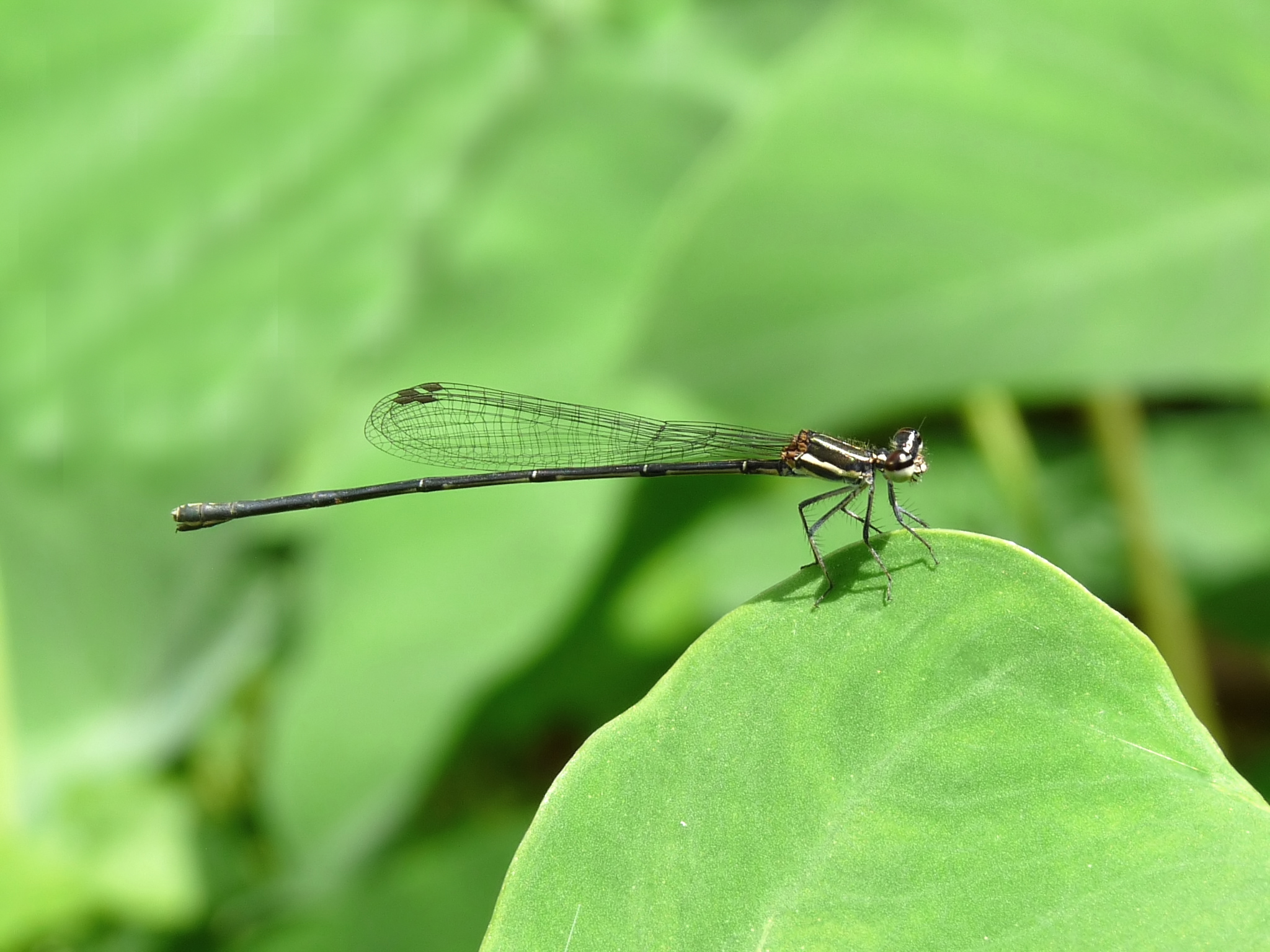
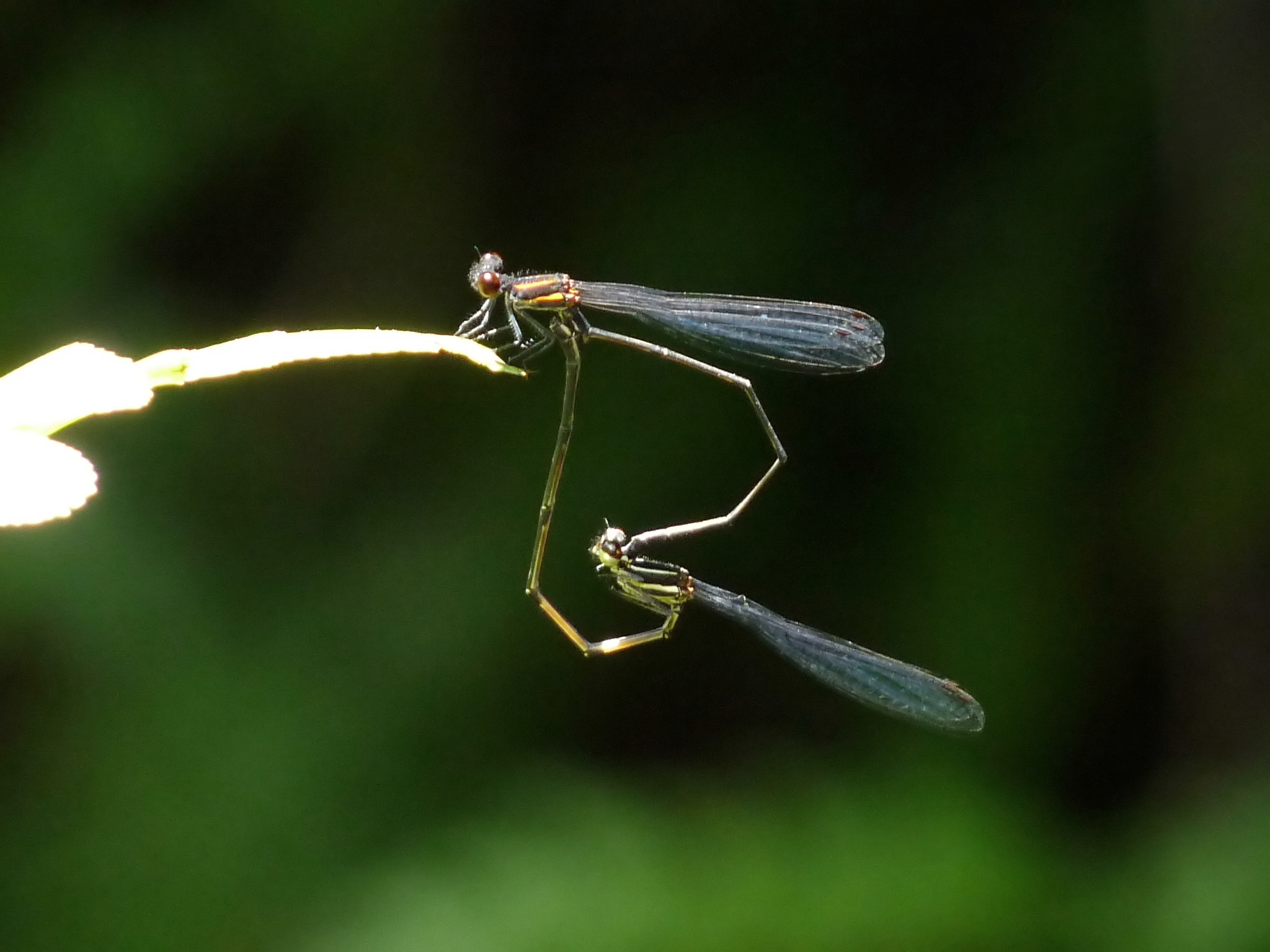
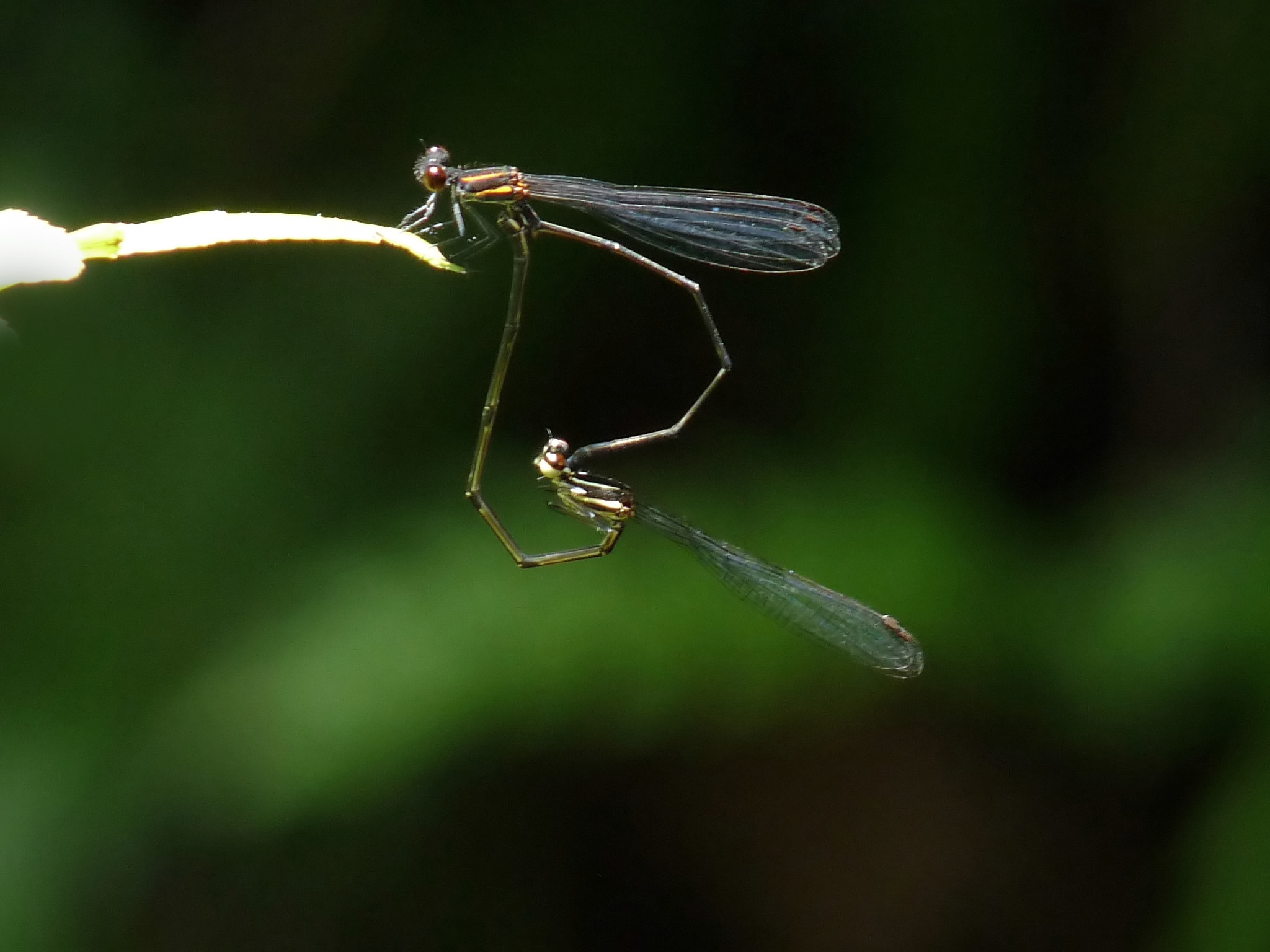
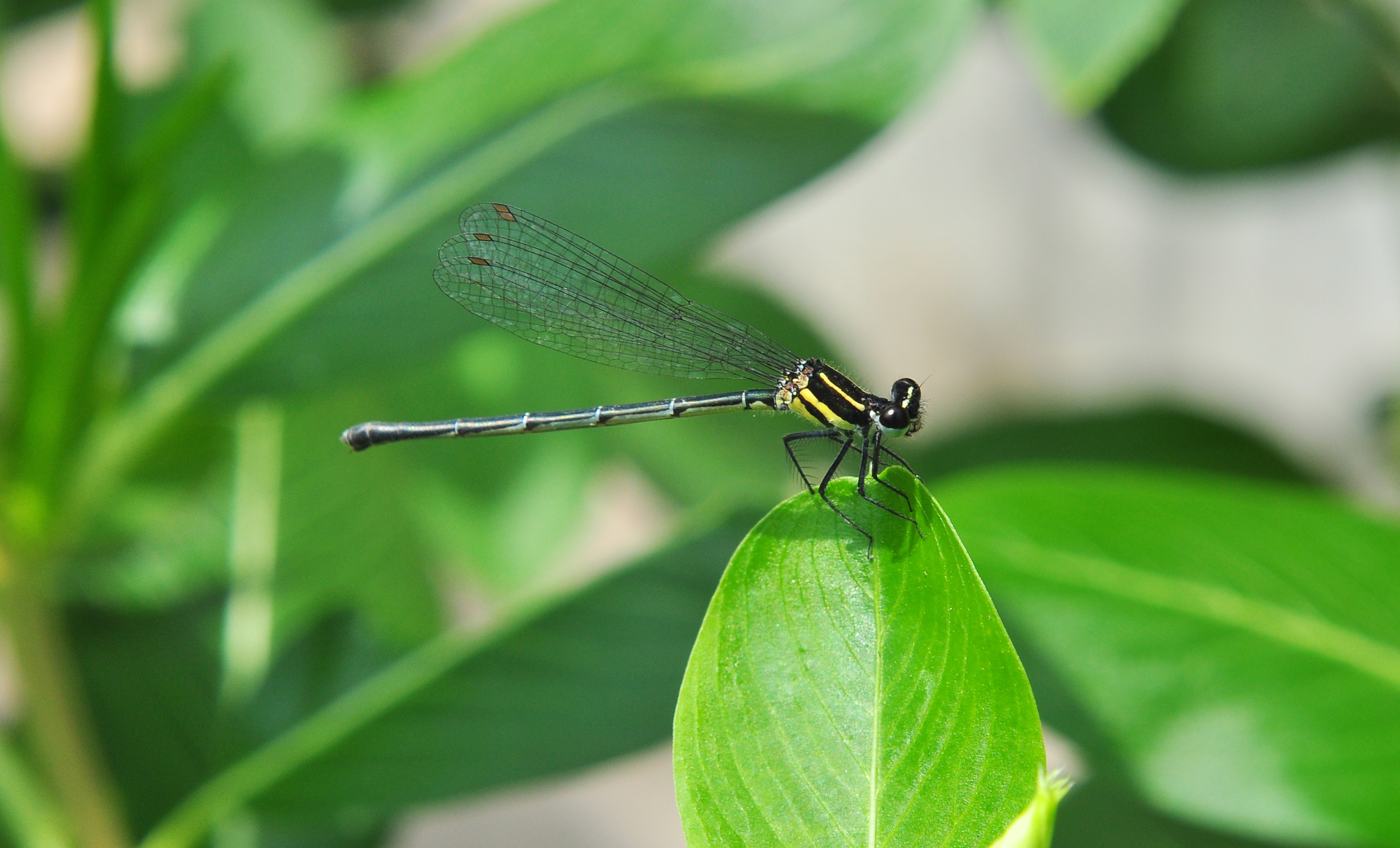
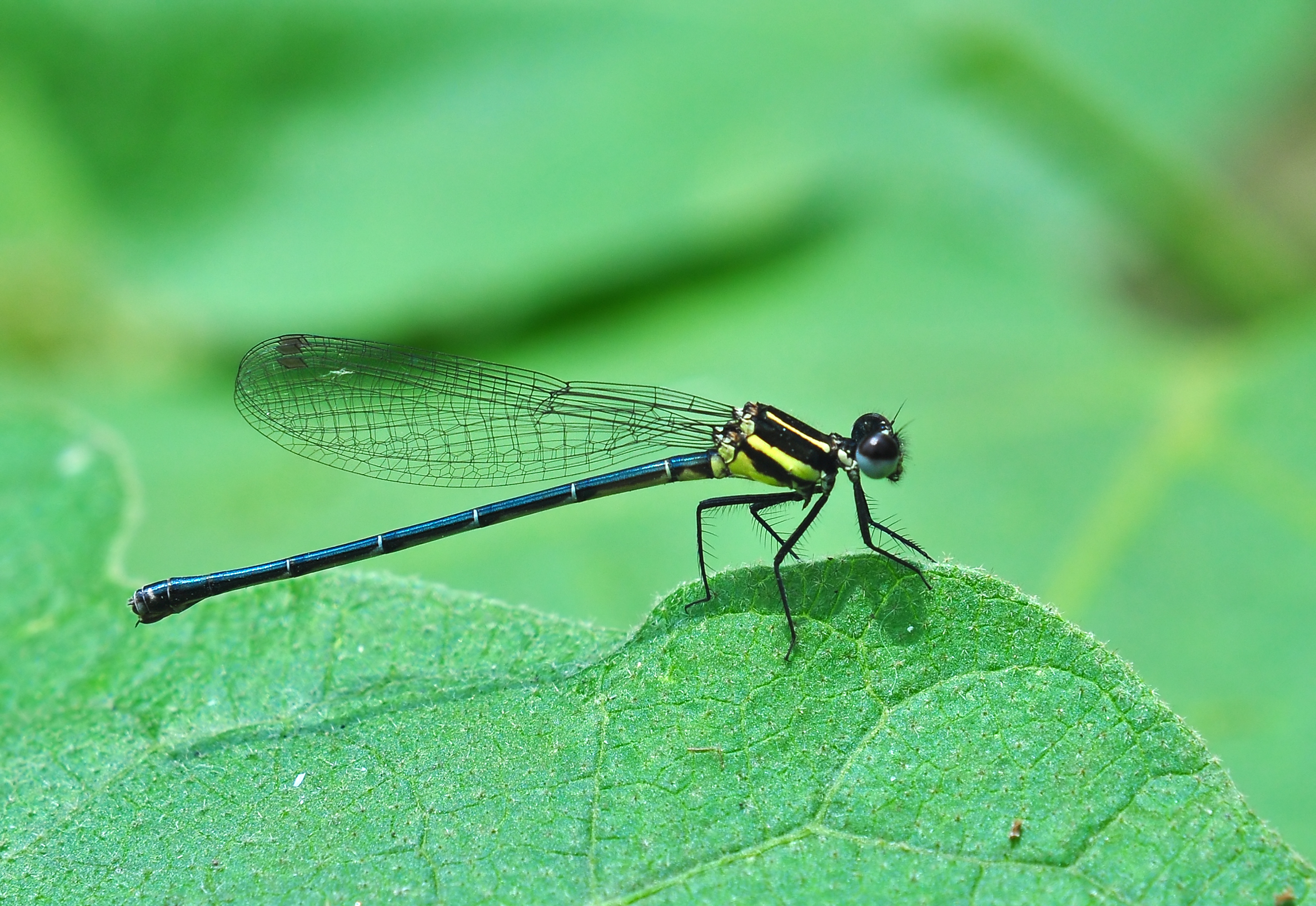
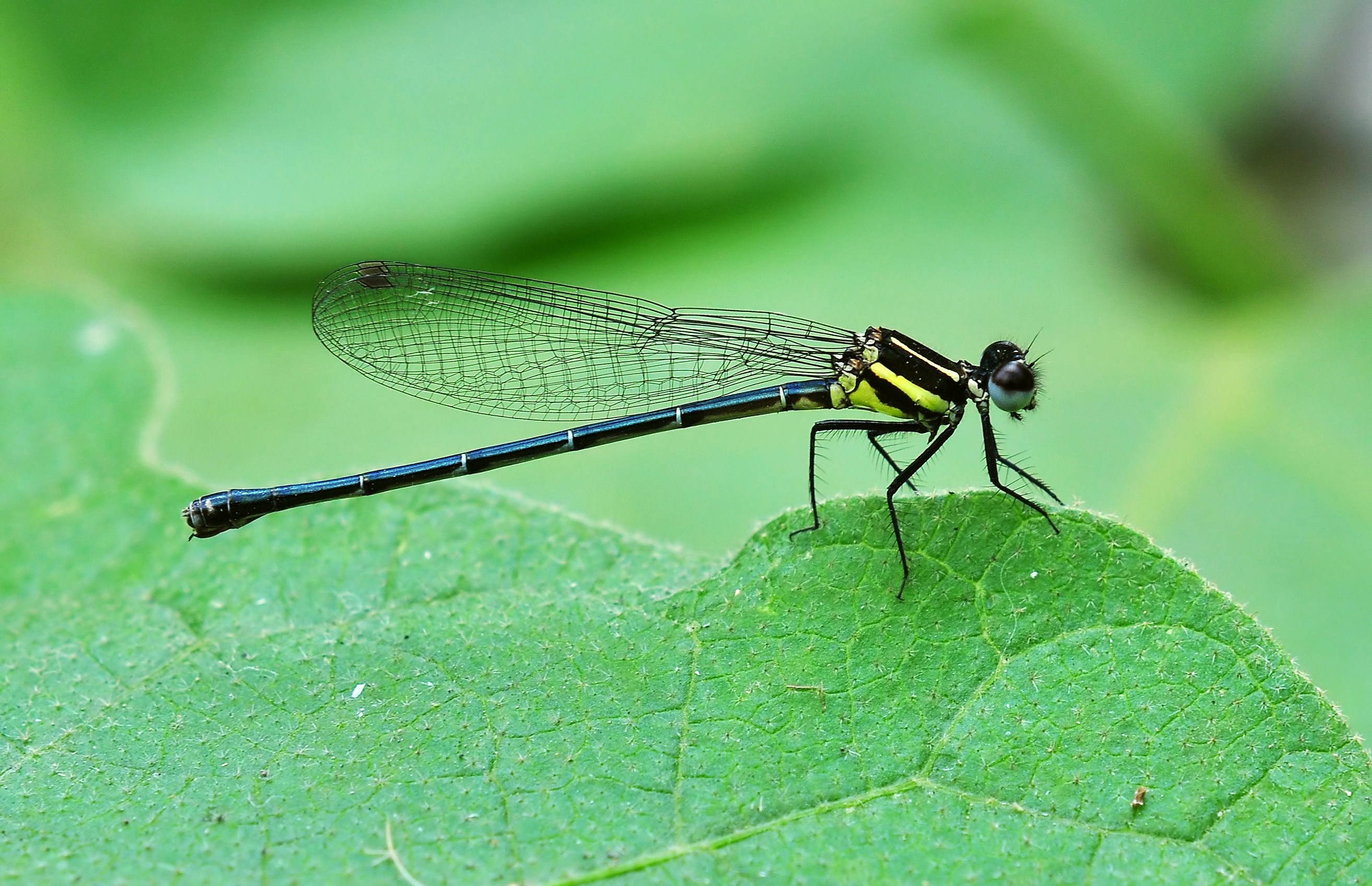

## Dottertaxa tillProdasineura, i alfabetisk ordning[1]
- Prodasineura abbreviata
- Prodasineura auricolor
- Prodasineura autumnalis
- Prodasineura coerulescens
- Prodasineura collaris
- Prodasineura croconota
- Prodasineura delicatula
- Prodasineura doisuthepensis
- Prodasineura dorsalis
- Prodasineura flammula
- Prodasineura flavifacies
- Prodasineura fujianensis
- Prodasineura gracillima
- Prodasineura haematosoma
- Prodasineura hanzhongensis
- Prodasineura hosei
- Prodasineura huai
- Prodasineura hyperythra
- Prodasineura incerta
- Prodasineura integra
- Prodasineura interrupta
- Prodasineura laidlawii
- Prodasineura lansbergei
- Prodasineura martini
- Prodasineura nigra
- Prodasineura notostigma
- Prodasineura odoneli
- Prodasineura odzalae
- Prodasineura palawana
- Prodasineura peramoena
- Prodasineura perisi
- Prodasineura quadristigma
- Prodasineura simplificata
- Prodasineura sita
- Prodasineura tenebricosa
- Prodasineura theebawi
- Prodasineura verticalis
- Prodasineura villiersi
- Prodasineura vittata